# Front de l'Yser
Première Guerre mondiale
Batailles
Front d'Europe de l’Ouest
- Liège (8-1914)
- Namur (8-1914)
- Frontières (8-1914)
- Anvers (9-1914)
- Grande Retraite (9-1914)
- Marne (9-1914)
- Course à la mer (9-1914)
- Yser (10-1914)
- Messines (10-1914)
- Ypres (10-1914)
- Givenchy (12-1914)
- 1re Champagne (12-1914)
- Hartmannswillerkopf (1-1915)
- Neuve-Chapelle (3-1915)
- 2e Ypres (4-1915)
- Colline 60 (4-1915)
- Artois (5-1915)
- Festubert (5-1915)
- Quennevières (6-1915)
- Linge (7-1915)
- 2e Artois (9-1915)
- 2e Champagne (9-1915)
- Loos (9-1915)
- Verdun (2-1916)
- Redoute Hohenzollern (3-1916)
- Hulluch (4-1916)
- 1re Somme (7-1916)
- Fromelles (7-1916)
- Arras (4-1917)
- Vimy (4-1917)
- Chemin des Dames (4-1917)
- 3e Champagne (4-1917)
- 2e Messines (6-1917)
- Passchendaele (7-1917)
- Cote 70 (8-1917)
- 2e Verdun (8-1917)
- Malmaison (10-1917)
- Cambrai (11-1917)
- Bombardements de Paris (1-1918)
- Offensive du Printemps (3-1918)
- Lys (4-1918)
- Aisne (5-1918)
- Bois Belleau (6-1918)
- 2e Marne (7-1918)
- 4e Champagne (7-1918)
- Château-Thierry (7-1918)
- Le Hamel (7-1918)
- Amiens (8-1918)
- Cent-Jours (8-1918)
- 2e Somme (9-1918)
- Bataille de la ligne Hindenburg
- Meuse-Argonne (10-1918)
- Cambrai (10-1918)

Front italien
Front d'Europe de l’Est
Front des Balkans
Front du Moyen-Orient
Front africain
Bataille de l'Atlantique
Le front de l'Yser a été ouvert en octobre 1914 et tiendra jusqu'à l'offensive alliée de 1918.
Tout commence par la bataille de l'Yser qui s'y déroule du 17 au 31 octobre 1914.
Pour les opérations de 1914 de l'armée française, la bataille de l'Yser et la bataille d'Ypres font partie de la première bataille des Flandres.

## La prise de commandement d'AlbertIerde Belgique
Exerçant une prérogative constitutionnelle, le roi des Belges prend personnellement le commandement des armées au déclenchement de la Première Guerre mondiale. Tenant bon à Anvers, il gêne l'offensive de la Marne mais les Allemands veulent gagner la mer à tout prix et Albert Ier se voit en danger d'encerclement. Il décide alors d'évacuer la ville et pousse les troupes vers l'ouest avec l'idée d'utiliser un fleuve côtier, l'Yser, qui servira de défense.

## Le repli sur l'Yser
Le 18, le maréchal Sir John French ordonne au corps expéditionnaire britannique d'avancer sur Menin, en Belgique, et sur Lille, en France, dans la première phase de la bataille de l'Yser.

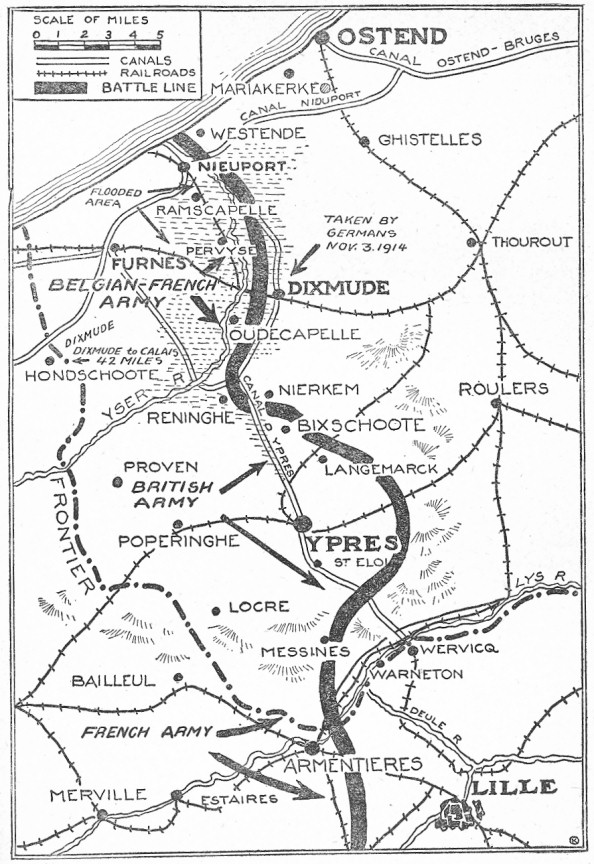
Front en 1914

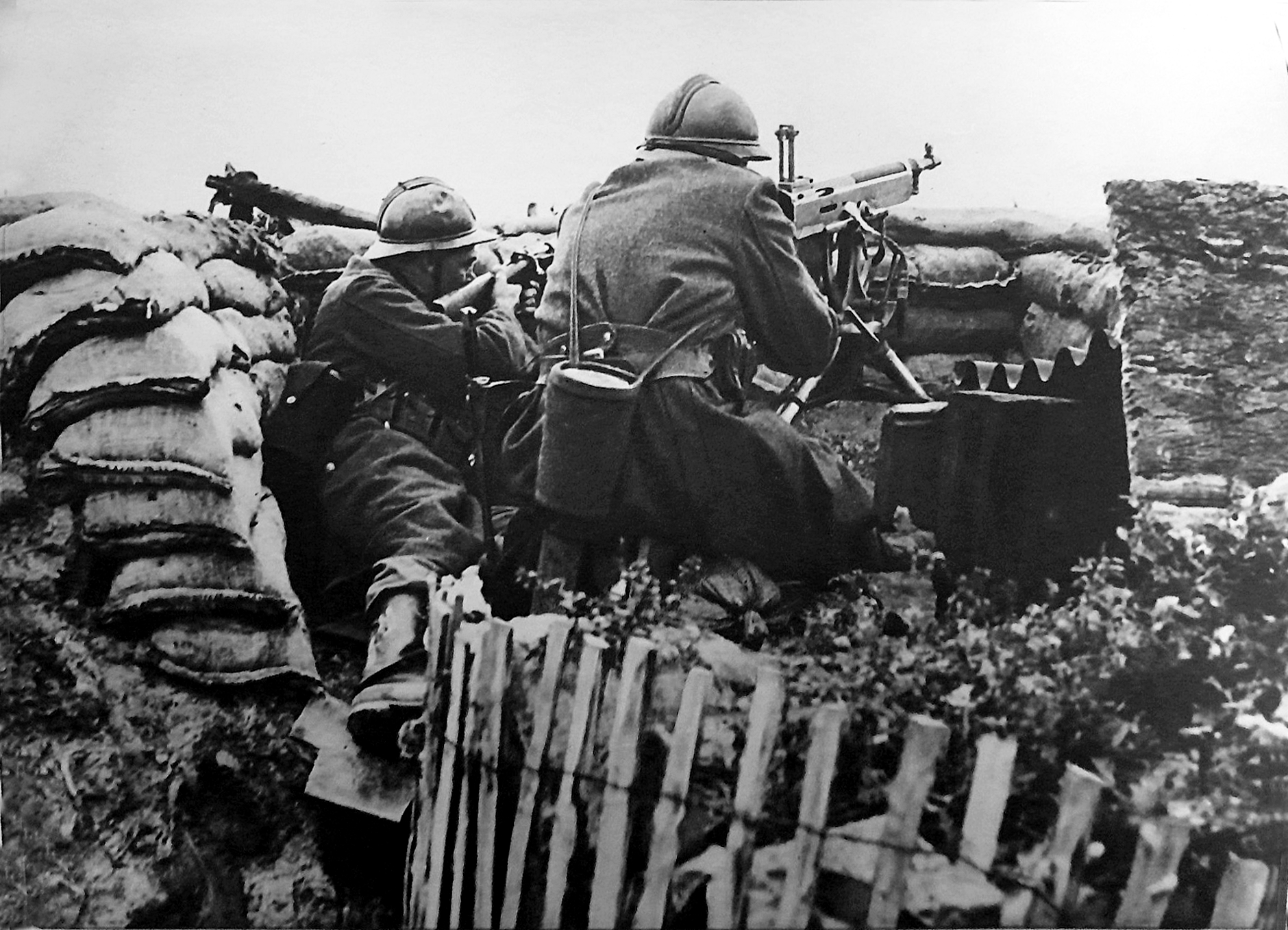
Mitrailleur et fusilier en position de tir dans une tranchée belge sur le front de l’Yser.

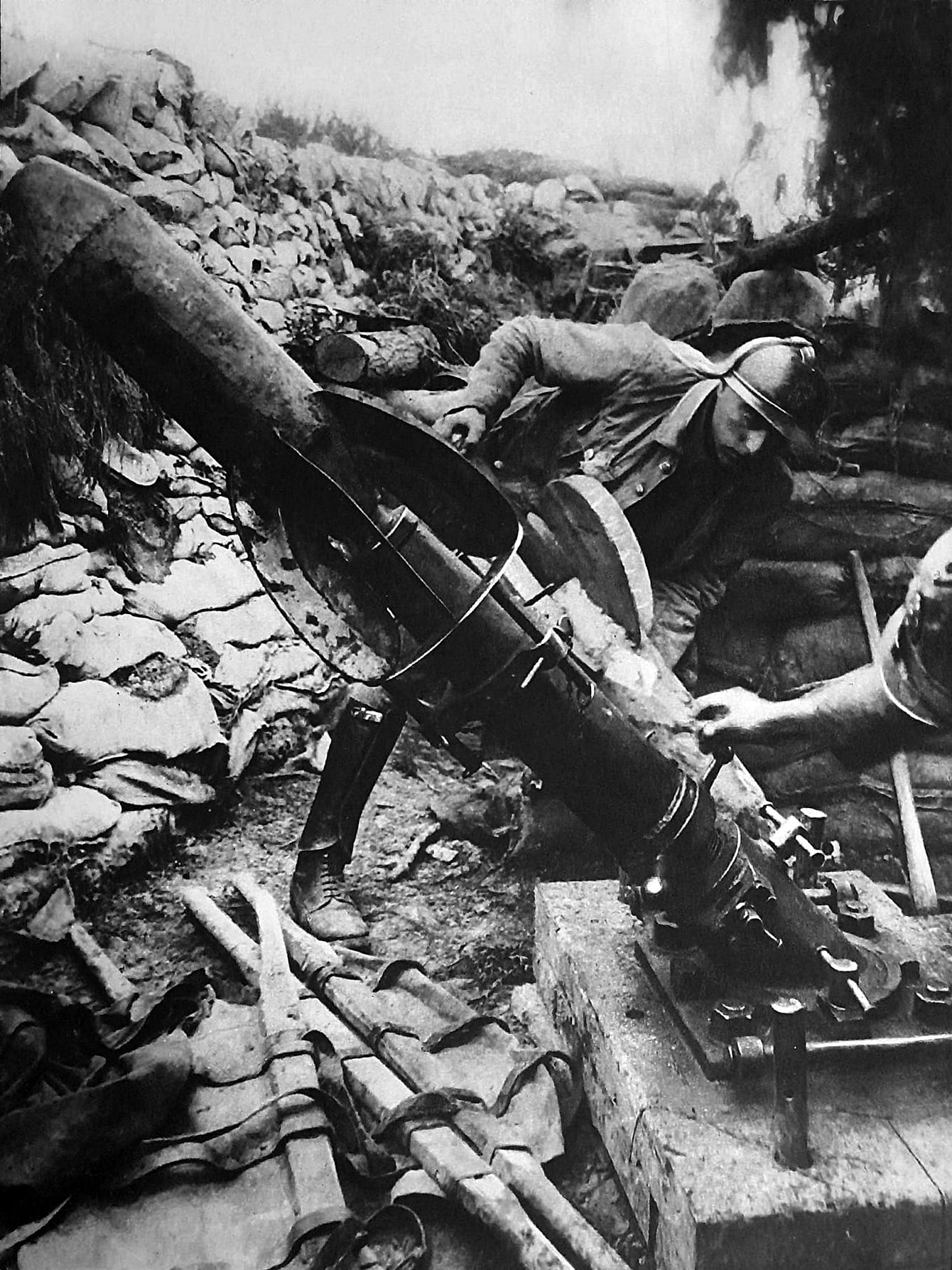
Lance-bombe en action au poste N°4 à Dixmude.

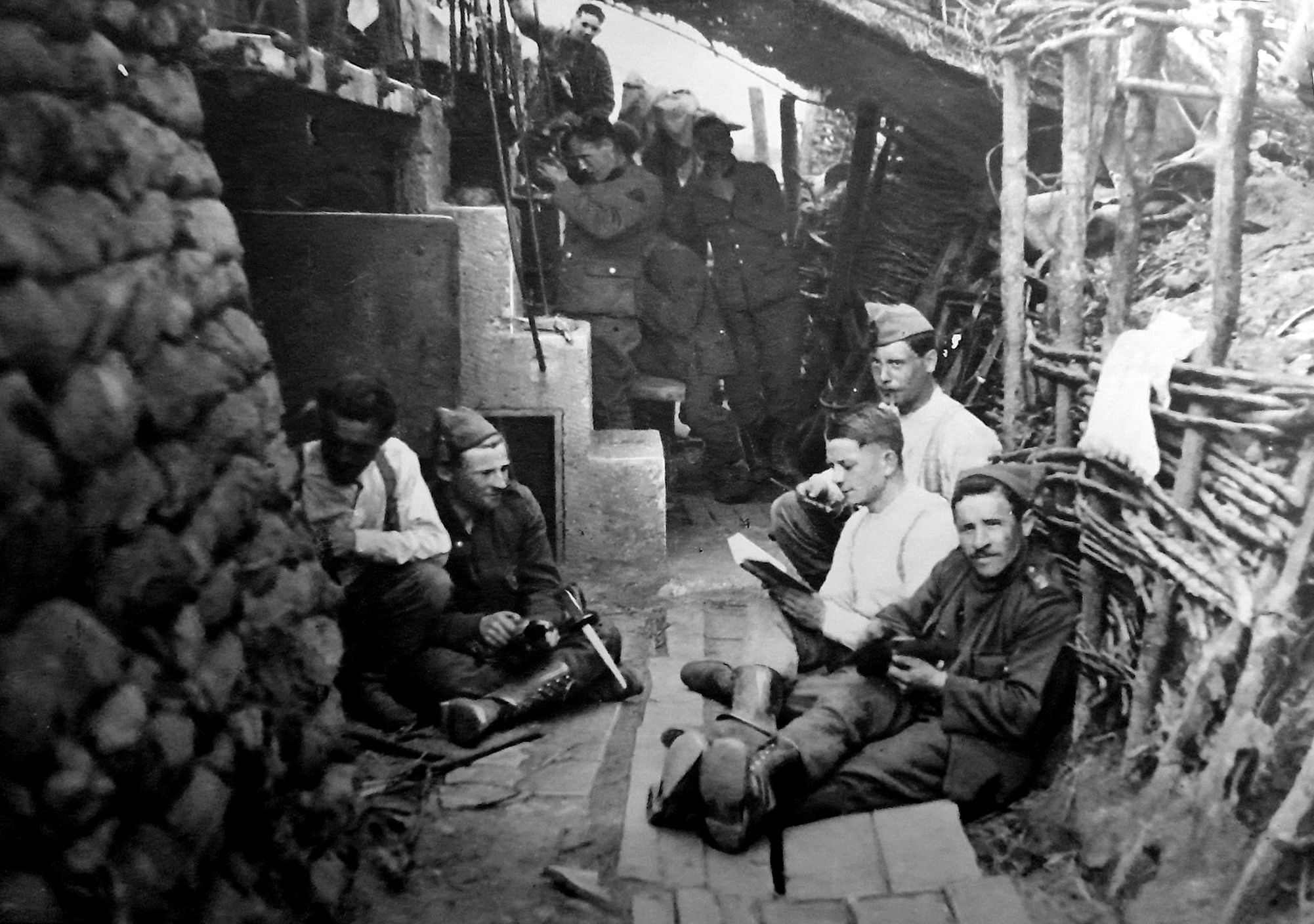
Vie dans une tranchée belge sur le front de l'Yser.

Ce mouvement est anticipé par les Allemands qui ont entamé une lente avancée quelques jours auparavant dans l'intention de capturer les ports sur la Manche, utilisés par les Britanniques. Le général Erich von Falkenhayn, commandant l'armée impériale, a dépêché des renforts massifs sur le front de Belgique.
Dans leur secteur, les Britanniques, avec l'aide des Français, arrivent à résister à l'attaque allemande, mais à un terrible prix. Très occupés dans les autres secteurs, les Français ont du mal à trouver des troupes de renfort pour aider les Belges. Après plusieurs jours, ils expédient la 87e division territoriale et la brigade de fusiliers marins nouvellement constituée, commandée par l'Amiral Ronarc'h. Après l'évacuation d'Anvers, les restes de l'armée belge s'étaient repliés jusqu'à Gand, où les attendaient les renforts français. Gand ne pouvant tenir, ils effectuent ensemble un deuxième repli stratégique jusqu'à l'Yser, plaçant la ville de Dixmude au centre du dispositif. Sur cette ligne renforcée par des travaux de terrassement, ils arrêtent l'avance de l'armée allemande, lui infligeant de fortes pertes.
Le 15 octobre, l'ordre de tenir à tout prix est donné : « La ligne de l'Yser constitue notre dernière ligne de défense en Belgique et sa conservation est nécessaire pour le développement du plan général des opérations. Cette ligne sera donc tenue à tout prix ». Cette proclamation française accompagne l'ordre du jour du roi Albert Ier à ses soldats, ordonnant à l'armée belge de tenir sur place sans esprit de recul.

## Le dispositif de défense
Le 18 octobre, le dispositif de l'armée belge est le suivant :
- À l'est de l'Yser, 7 km au sud-est de Dixmude, la 1re division de cavalerie assurant la liaison du flanc sud avec les Français.
- Le long de l'Yser, du nord au sud :
  - La 2e division d'armée avec une tête de pont devant Nieuport sur la rive est ;
  - La 1re division d'armée ;
  - La 4e division d'armée ;
  - La tête de pont de Dixmude tenue par une brigade de la 3e division d'armée et les fusiliers marins français sous le commandement de l'amiral Ronarc'h ;
  - Une brigade de la 5e division d'armée s'étendant du sud de Dixmude au fort de Knocke (embranchement du canal de l'Yser à Ypres).
- À l'ouest de l'Yser, du nord au sud, en 2e ligne :
  - La 3e division d'armée (moins une brigade) ;
  - La 6e division d'armée ;
  - La 5e division d'armée (moins une brigade).
- En 3e ligne, à Coxyde, la 2e division de cavalerie.

## Le dispositif d'attaque
En face, les forces allemandes sont formées du IIIe corps de réserve de l'armée von Beseler provenant d'Anvers après la chute de la place. Ce corps est doté d'une très puissante artillerie. Le commandant en chef Erich von Falkenhayn de l'armée allemande est bien décidé à gagner la course à la mer en dépassant l'Yser. Pour cela, il prend la décision de restructurer secrètement la IVe armée allemande qui a participé à la bataille en Lorraine sous les ordres du duc Albert de Wurtemberg et qui est affaiblie.
Une nouvelle quatrième armée, toujours confiée au Duc de Wurtemberg, comprend quatre corps d'armée nouvellement constitués dans l'Est de l'Allemagne :
- 22e corps de réserve ;
- 23e corps de réserve ;
- 26e corps de réserve ;
- 27e corps de réserve.

De plus cette armée est dotée d'une puissante artillerie.
La IVe armée allemande est transportée secrètement en Belgique du 11 au 18 octobre 1914. Elle est constituée de jeunes volontaires provenant en majorité des universités et des écoles de l'Est de l'Allemagne, parfois accompagnés dans leur engagement patriotique par les professeurs. Cette armée n'a suivi qu'une instruction militaire très courte, elle possède une réelle ferveur patriotique, mais elle n'est pas aguerrie et les assauts qu'elle lance sur les lignes belges, françaises et anglaises se terminent en hécatombe. Il en résulte que la supériorité numérique allemande ne suffit pas pour enfoncer les défenses alliées. Cela se déroule sous les yeux de l'empereur d'Allemagne venu pour assister à ce qu'il espérait être un triomphe pour ses armées en prélude à la prise des ports de la Manche, qui aurait dû entraîner une situation grave pour l'armée anglaise coupée de ses possibilités de repli. Finalement, l'empereur s'en retourne vers son quartier général de Verviers.

## Inondation et échec de l'offensive allemande

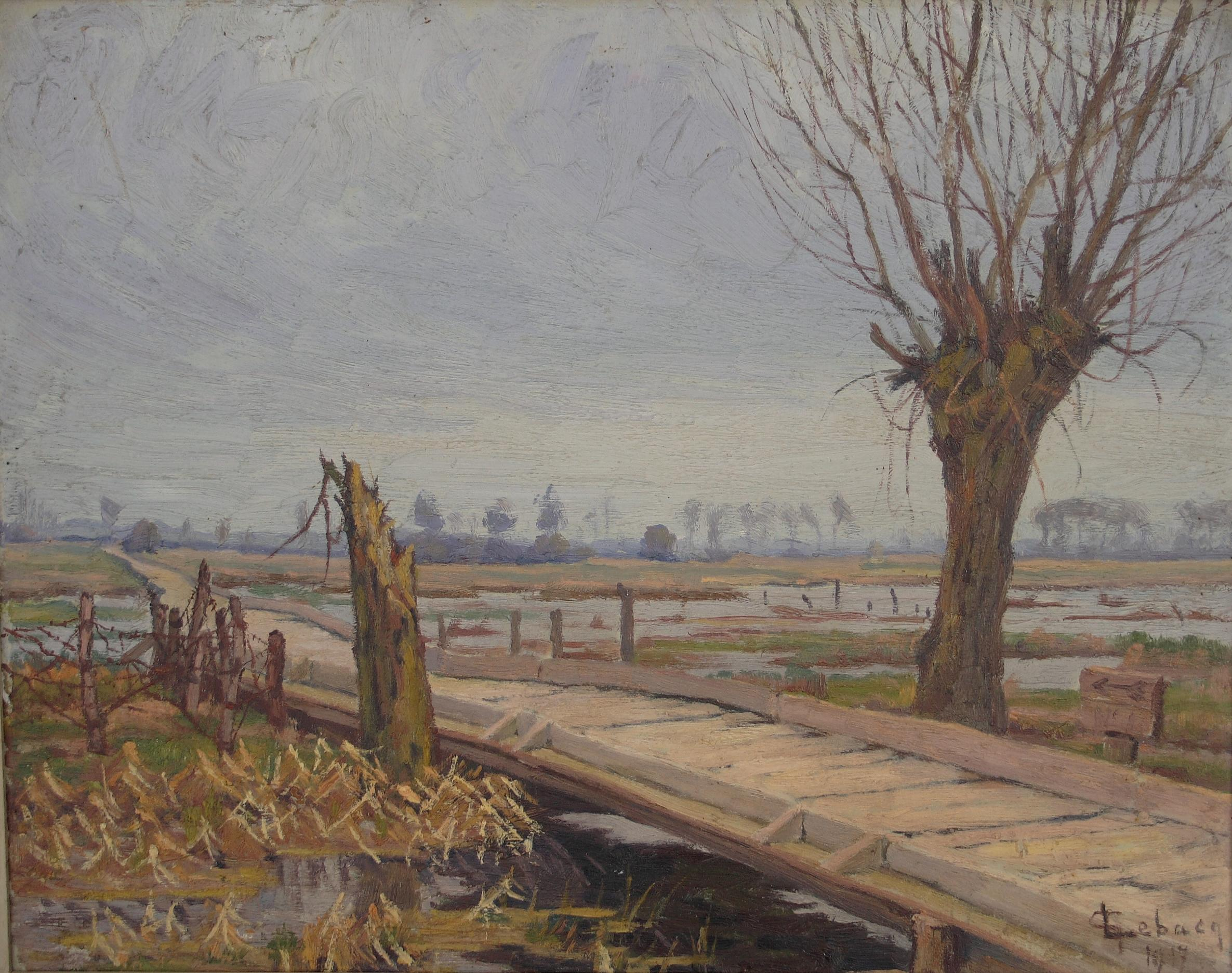
Georges-Émile Lebacq, 1917. Front de l'Yser.

Cependant, pour les chefs alliés, la situation paraît intenable du fait de la différence des effectifs en présence. C'est alors que le superviseur du Wateringue du nord de Furnes Karel Cogge et l'éclusier Henri Geeraert suggèrent à l'état-major belge un moyen d'inonder la plaine pour stopper définitivement l'avancée de l'armée allemande. Le procédé : ouvrir les vannes des écluses à marée montante et les refermer à marée descendante, ce qui assurerait une plaine inondée sur deux à trois kilomètres de large et entre un et deux mètres de profondeur, entre le fleuve et la voie de chemin de fer Dixmude-Nieuport sur la rive occidentale. Du fait du déséquilibre des effectifs en présence, constatant que la ligne de défense est soumise aux attaques des renforts allemands, le roi Albert Ier de Belgique approuve l'opération menée par le général Dossin.
Ainsi, l'ingénieuse proposition de Karel Cogge réalisée en grande partie par l'éclusier Hendrik Geeraert permet à l'armée franco-belge de s'établir solidement sur la rive occidentale du fleuve et de stopper l'avance de l'adversaire vers un objectif de grande valeur stratégique : Dunkerque. À l'exception de deux offensives sur Tervaete rapidement repoussées les 22, 23 et 24 octobre, la ligne de l'Yser restera infranchissable pour l'armée allemande jusqu'à la fin des hostilités en 1918.
Le 19 octobre, le 1er corps britannique sous les ordres du général Sir Douglas Haig, nouvellement arrivé, lance une contre-offensive contre l'armée allemande depuis ses positions dans les environs de la ville belge d'Ypres, mais les jeux sont faits. Reconquérir le terrain perdu en Flandre belge ne sera plus possible avant longtemps.

## 1916

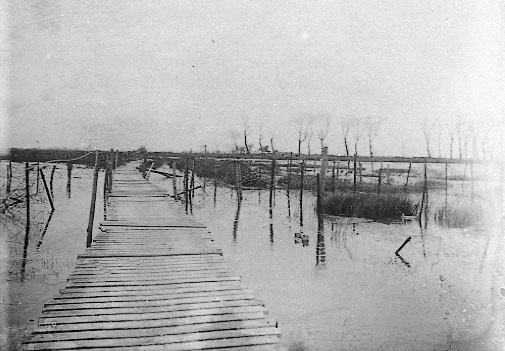
Inondations à Ramskappelle en 1916.

- Janvier et février : attaques allemandes vers Nieuport et sur l'Yser.

## Sources et bibliographie
- Victor Giraud, Histoire de la Grande Guerre, Paris, Librairie Hachette, 1920, 777 p.